# Sachsen (F219)
Pour les autres navires du même nom, voir Sachsen (navire).
Le Sachsen (F219) est une frégate, navire de tête de sa classe en service de la marine allemande.

## Construction
Construit par Blohm + Voss de Hambourg, le Sachsen est le navire de tête de sa classe lancé puis mis en service dans la marine allemande. Le navire est basé à Wilhelmshaven, initialement au sein de la 1. Fregattengeschwader avec les autres navires de la classe Sachsen, et à partir du 9 janvier 2005 au sein de la 2. Fregattengeschwader, intégré dans la Einsatzflottille 2 le 27 juin 2005.

## Historique
En août 2004, le Sachsen effectue une série de tirs de missiles sur le champ de tir « Point Mugu » au large des côtes de Californie, comprenant un total de 11 missiles ESSM et 10 missiles SM-2 Block IIIA. Les tests comprennent des tirs contre des drones cibles tels que le BQM-74E Chukar III et le BQM-34S Firebee I, ainsi que contre des engin-cibles telles que l'AQM-37C Jayhawk et les missiles antinavires Kormoran 1 à lancement aérien. Alors qu'il sert dans le Standing NATO Maritime Group 1 en 2004, le Sachsen participe à des opérations de formation avec le porte-avions américain USS Enterprise. Le navire fait partie du Standing NATO Maritime Group 1 en 2007, et participe en 2009 aux exercices UNITAS Gold, au cours desquels il participe au naufrage d'un navire cible, l'ancien destroyer USS Conolly. En juillet 2012, la frégate allemande est déployée dans le cadre de l'opération Atalante, luttant contre la piraterie au large des côtes somaliennes. Du 26 août 2013 au 14 décembre 2013, le Sachsen fait partie du Standing NATO Maritime Group 2.
Le Sachsen est déployé depuis Wilhelmshaven le 9 octobre 2015 pour participer à l'exercice OTAN « Trident Juncture »,. Le Sachsen remplace la frégate néerlandaise HNLMS De Ruyter dans le groupe de l'OTAN le 12 décembre 2016, servant de navire amiral à l'amiral Axel Deertz pendant cette période,. La frégate Brandenburg le remplace comme vaisseau amiral de la Task Force début avril 2017. Le 5 janvier 2018, le Sachsen est affecté à l'EU Navfor MED, en remplacement de la frégate Mecklenburg-Vorpommern.
Le 21 juin 2018, le Sachsen opère avec le Lübeck près du cercle polaire arctique lorsqu'un incident se produit : il est endommagé par l'un de ses propres missiles SM-2 Block IIIA, qui a explosé au-dessus de lui. L'explosion abîme la peinture du pont et des silos du système de lancement vertical. Deux marins allemands sont légèrement blessés. Après une brève escale à Harstad, en Norvège, les deux frégates retournent à leur port d'attache de Wilhelmshaven, en Allemagne,.